# Камарзаєв Віктор Володимирович
Віктор Володимирович Камарзаєв (нар. 21 вересня 1956, Кабардино-Балкарська АРСР, СРСР) — радянський та український футболіст, захисник, майстер спорту СРСР, зараз український футбольний тренер.

## Кар'єра гравця
Виктор Камарзаев вихованець футболу Кабардино-Балкарії. У 18 років був запрошений в команду майстрів «Спартак» з Нальчика. Маючи відстрочку від армії, добровільно виявив бажання служити. У 1974 році був направлений до Групи радянських військ у Німеччині, де перший рік служив в шостій танковій дивізії, згодом був переведений в спортроту, грав за армійські команди за волейболу, баскетболу, гандболу. Пізніше був запрошений грати за футбольну команди дивізії, а згодом за армійську збірну, яку тренував відомий у минулого футболіст Валентин Афонін. Брав участь в іграх на першість Збройних сил СРСР. 1976 році закінченні терміну, залишився армії на надстрокову службу продовжуючи виступати за команду Групи радянських військ у Німеччині (ГРВН).
Приїжджаючи додому у відпустку, одружився. Згодом, залишивши службу, повернувся в Нальчик, де з 1978 по 1981 рік грав за місцевий «Спартак».
1981-го року отримав запрошення в «Металіст». Прийшовши вже під час сезону в харківську команду, яка грала в першій лізі, дебютував в її складі 21 травня 1981 року в матчі проти львівських «Карпат», практично відразу заграв в основному складі, внісши свій внесок в завоювання путівки до вищої ліги. У першому ж своєму сезоні в елітному дивізіоні, Камарзаєв відіграв усі поєдинки чемпіонату без замін.
У 1983 році «Металіст» стартував у розіграші Кубка СРСР, матчем з «Кайратом», який закінчився нульовою нічиєю. В післяматчевих пенальті, один з яких реалізував Камарзаєв, харків'яни здобули перемогу з рахунком 6:5 і пройшли в наступний раунд. Надалі металісти дійшли до фіналу, поступившись там донецькому «Шахтарю» — 0:1.
У 1987 році Віктор перебирається в Запоріжжя, провівши два наступні сезони в місцевих командах «Металург» і «Торпедо». Закінчував захисник свою професінальну кар'єру в полтавській «Ворсклі». Але з футболом не розлучився, продовжуючи грати на аматорському рівні. У 1992/93 роках своїми голами й натхненням допоміг ФК «Авангард» (Мерефа) стати чемпіоном Харківської області, в 20 матчах забив 6 голів.

## Кар'єра тренера
Закінчивши ігрову кар'єру Віктор Володимирович c 1991 року тренував юних футболістів у ДЮСШ «Металіст».
У сезоні 1994/95 років був головним тренером харківського «Металіста», з 1996 року очолював «Металіст-2», який виступав у другій лізі.
З грудня 2005 року по липень 2007 року працював головним тренером харківського клубу «Арсенал».
З 2007 по 2010 рік очолював ще одну харківську команду другої ліги «Газовик-ХГВ».
На початку 2011 року був головним тренером казахстанського клубу «Кайсар» з міста Кизилорда.
Бере активну участь в іграх ветеранських команд Харкова. У травні 2008 року, Віктор Камарзаев, в складі ветеранської збірної України, складеної з харківських гравців, став переможцем неофіційного чемпіонату світу серед ветеранів, які проходили на Гавайських островах.

## Досягнення
- Перша ліга чемпіонату СРСР
  -  Чемпіон (1): 1981

- Кубок СРСР
  -  Фіналіст (1): 1983